# Santa Vitória e Mombeja
Santa Vitória e Mombeja (oficialmente: União das Freguesias de Santa Vitória e Mombeja) é uma freguesia portuguesa do município de Beja, com 167,1 km² de área e 784 habitantes (censo de 2021). A sua densidade populacional é 4,7 hab./km².

## História
Foi constituída em 2013, no âmbito de uma reforma administrativa nacional, pela agregação das antigas freguesias de Santa Vitória e Mombeja e tem a sede em Santa Vitória.

## Demografia
A população registada nos censos foi:
| Distribuição da População por Grupos Etários | Distribuição da População por Grupos Etários | Distribuição da População por Grupos Etários | Distribuição da População por Grupos Etários | Distribuição da População por Grupos Etários |
| -------------------------------------------- | -------------------------------------------- | -------------------------------------------- | -------------------------------------------- | -------------------------------------------- |
| Ano                                          | 0-14 Anos                                    | 15-24 Anos                                   | 25-64 Anos                                   | > 65 Anos                                    |
| 2001                                         | 138                                          | 144                                          | 546                                          | 367                                          |
| 2011                                         | 120                                          | 80                                           | 479                                          | 302                                          |
| 2021                                         | 91                                           | 78                                           | 377                                          | 238                                          |

À data da junção das freguesias, a população registada no censo anterior (2011) foi:
| Freguesia atual         | Freguesia atual  | Freguesia atual | Freguesias antigas | Freguesias antigas | Freguesias antigas |
| Freguesia               | População (2011) | Área (km²)      | Freguesia          | População (2011)   | Área (km²)         |
| ----------------------- | ---------------- | --------------- | ------------------ | ------------------ | ------------------ |
| Santa Vitória e Mombeja | 981              | 167,1           | Santa Vitória      | 595                | 111,32             |
| Santa Vitória e Mombeja | 981              | 167,1           | Mombeja            | 386                | 55,78              |